# Amaro Montenegro
Amaro Montenegro je italský hořký bylinný alkoholický nápoj z roku 1885.

## Historie
Jeho tvůrcem je Stanislao Cobianchi, člen šlechtického rodu z Boloni, který z města odešel, aby se nemusel dát na jemu předurčenou duchovní kariéru. Během svého pobytu v Černohorském knížectví byl Stanislaus ohromen úžasnými trávicími účinky tamějšího nápoje Karik. Po návratu zpět do Itálie byl zaměstnán v piemontském pivovaru, kde se mu po získání zkušeností povedlo vytvořit nápoj z předlohy černohorského Kariku. Poté se vrátil zpět do Boloni, kde otevřel malý obchod a poté dokonce lihovar pro výrobu svého likéru. Nápoj se stal velmi populárním, italský básník, spisovatel, válečný hrdina a politik Gabriele d'Annunzio jej prohlásil za likér ctností.

## Složení a zajímavosti
Amaro Montenegro se vyrábí z více než 40 bylin z celého světa. Je oblíbený pro svou vybranou chuť (připomínající mandarinku se svou kůrou) s jemným, příjemně hořkým závěrem (chutnajícím po citrusech). Je opředen vůní pomerančové kůry, čerstvého nesušeného koriandru, červené třešně, čaje pekoe a okurky.
Nápoj je věnován druhé italské královně Eleně Petrović-Njegoš, dceři černohorského krále Nikoly I..
V Itálii je oblíbený jako nápoj po vypití kávy. Je jedna z mála italských značek, pro kterou jsou v italských televizích vysílány reklamy (s dobrodružnou, mužnou a tematikou s různými životními osudy a situacemi).
| „                                                          | Amaro Montenegro... Sapore vero | “ |
| — Amaro Montenegro... Skutečná chuť - slavný slogan nápoje |                                 |   |